# Carte de commerce
Pour les articles homonymes, voir Carte.

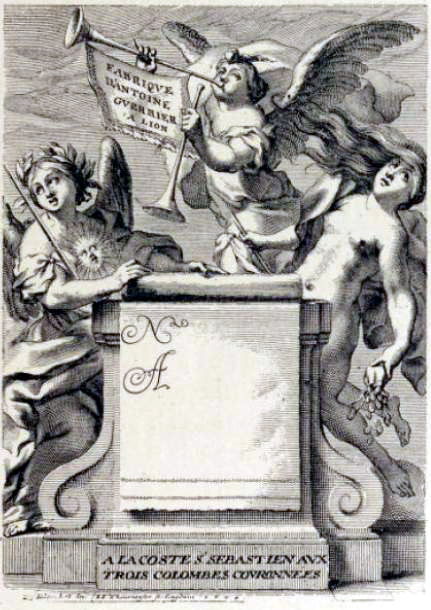
Une des plus anciennes cartes de commerce, imprimée à Lyon et conçue par Thomas Blanchet en 1674 pour la firme d'Antoine Guerrier

Une carte de commerce était une carte carrée ou rectangulaire qui était assez petite, mais plus grande que la carte de visite moderne. Elle était échangée dans les cercles sociaux, les entreprises en distribuaient aux clients et aux clients potentiels, comme une sorte de carte de visite. Les cartes de commerce sont devenues populaires à la fin du XVIIe siècle à Paris, Lyon et Londres. Elles avaient une fonction publicitaire et permettaient en outre aux clients de situer les magasins à une époque où le système de numérotation des adresses n'existait pas encore. 

## Définition
Le terme carte de commerce désigne un ensemble d'objets en papier, de taille et de formes différentes. Leurs formats connurent des évolutions très diverses en Grande-Bretagne en Amérique et en Europe. Toutes les cartes de commerce étaient imprimées et elles étaient utilisées par les marchands et les négociants qui les distribuaient à leurs clients. Les cartes de commerce étaient donc suffisamment petites pour pouvoir rentrer dans la poche d'un vêtement. 

## Histoire
Les cartes de commerce furent abondamment utilisées par les négociants et les détaillants à la fin du XVIIe siècle à Paris, Lyon et Londres. En France, elles sont appelées dès 1620 « carte d'adresse ». Son usage se développa aux États-Unis au milieu du XIXe siècle. 
Avec l'avènement de la lithographie et de la gravure, les cartes de commerce commencèrent à figurer des illustrations. 
Au XVIIIe siècle, les cartes de commerce devinrent davantage sophistiquées. Les marchands avaient fréquemment recours aux services de graveurs notables afin de réaliser leurs cartes. En 1738, Edme-François Gersaint, lorsqu'il renomma son magasin "À la Pagode", fit appel à François Boucher pour la réalisation de sa nouvelle carte de commerce. En 1767, le peintre français Gabriel de Saint-Aubin dessina une carte de commerce pour le quincaillier Perier, qui était établi sur le quai de la Mégisserie à Paris. Parmi les artistes fameux qui acceptèrent la réalisation de cartes de commerce, il est possible de citer William Hogarth, Francesco Bartolozzi ou encore Thomas Bewick .  
Exemples de cartes de commerce 

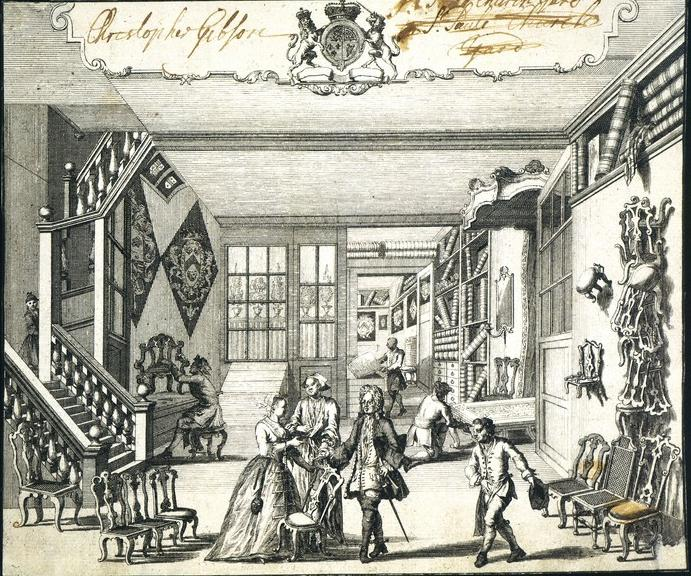
Carte de commerce pour un magasin de meubles à Londres, 1730-1742.
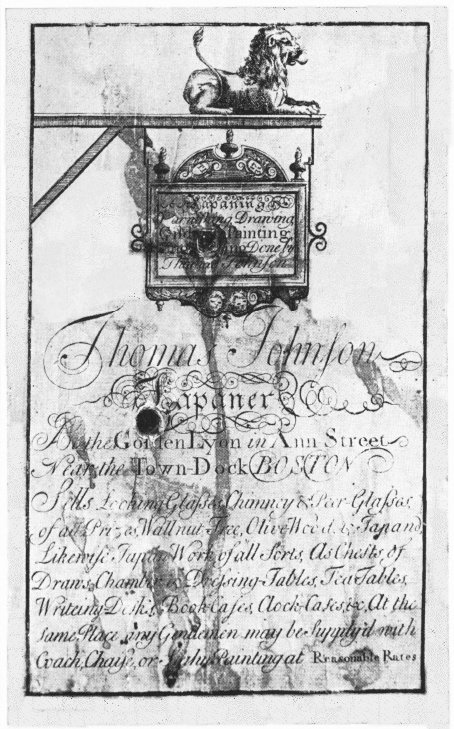
Carte de commerce pour Thomas Johnston, à Londres, 1732.
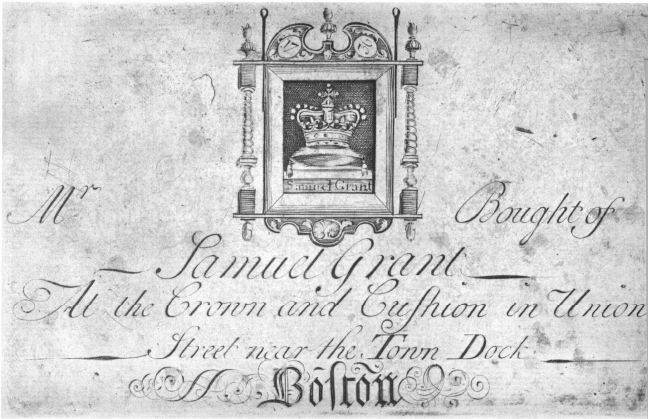
Carte de commerce de Samuel Grant à Boston, 1736.
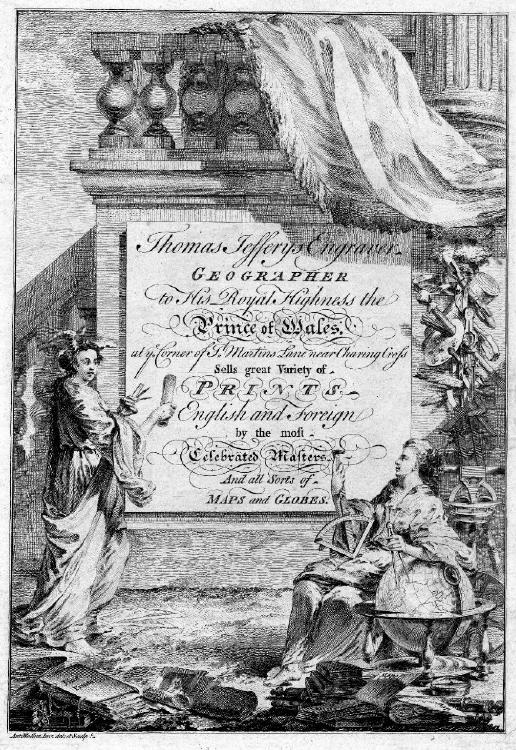
Carte de commerce de Thomas Jeffreys, 1750.
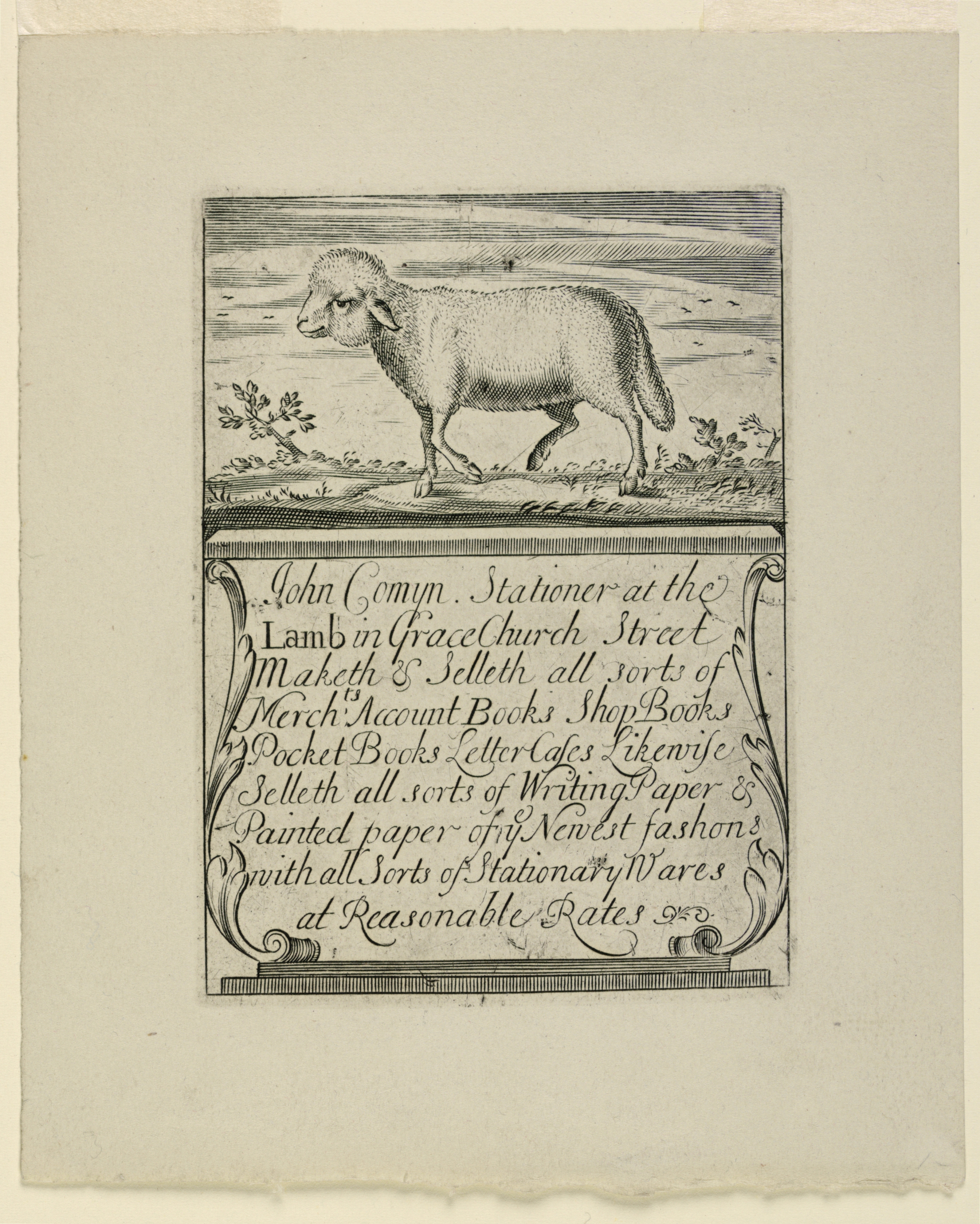
Carte de commerce, pour la papeterie de John Comm à Londres, vers 1750.
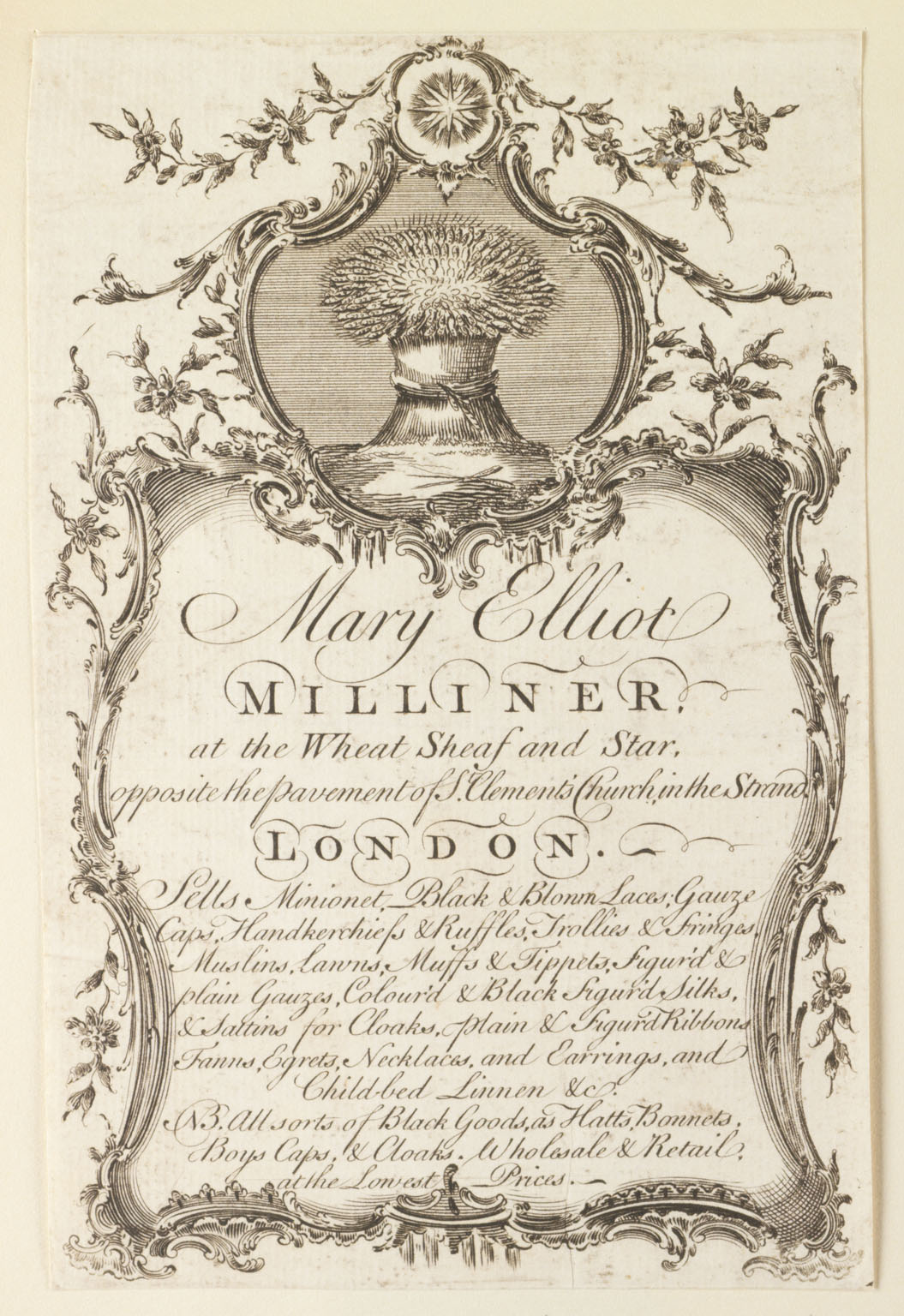
Carte de commerce pour Mary Elliott, modiste, 1757.
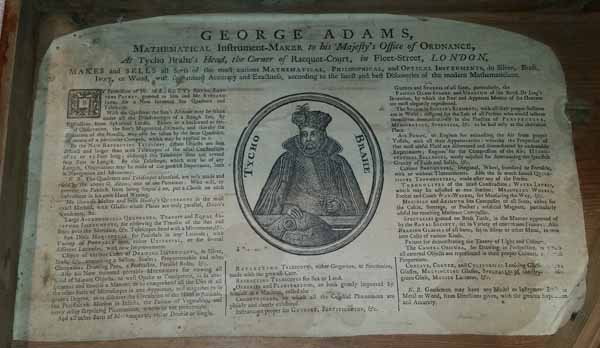
Carte de commerce pour George Adams, luthier, date inconnue, avant 1773.

 Grâce à l'avènement de la lithographie couleur et de l'impression multicolore, les cartes commerciales connurent leur apogée à la fin du XIXe siècle. Les entreprises commencèrent à créer des designs de plus en plus sophistiqués, en utilisant l'impression couleur. Vers 1850, Aristide Boucicaut, fondateur du grand magasin Au Bon Marché eut l'idée d'offrir, chaque semaine, aux enfants de ses clients des cartes publicitaires réalisées grâce à la chromolithographie. Cette initiative fut suivie par ses concurrents, comme La Belle Jardinière ou les Galeries Lafayette.  

Les créations attrayantes et colorées firent naître une passion pour la collection de cartes de commerce, qui devint populaire à la fin du XIXe siècle. Elles constituèrent ainsi la genèse des cartes à collectionner. Certaines firmes spécialisées dans le tabac faisaient figurer sur leurs cartes des joueurs de baseball, elles finirent par perdre leur fonction utilitaire pour devenir des objets de collection. 

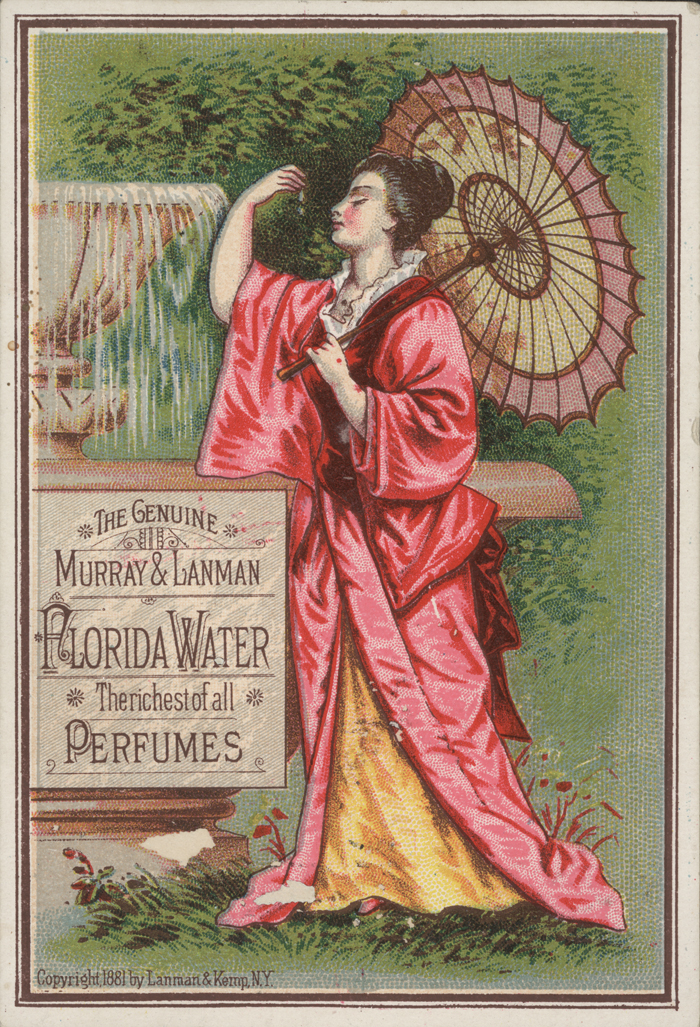
Carte commerciale lithographiée publicitaire pour l'eau de Cologne Murray & Lanman en Floride.
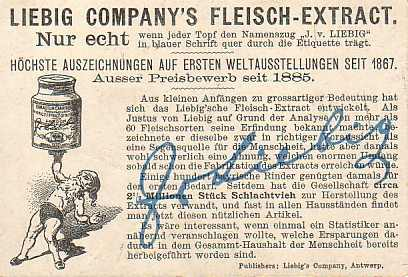
Verso d'une carte commerciale Liebig de 1885.
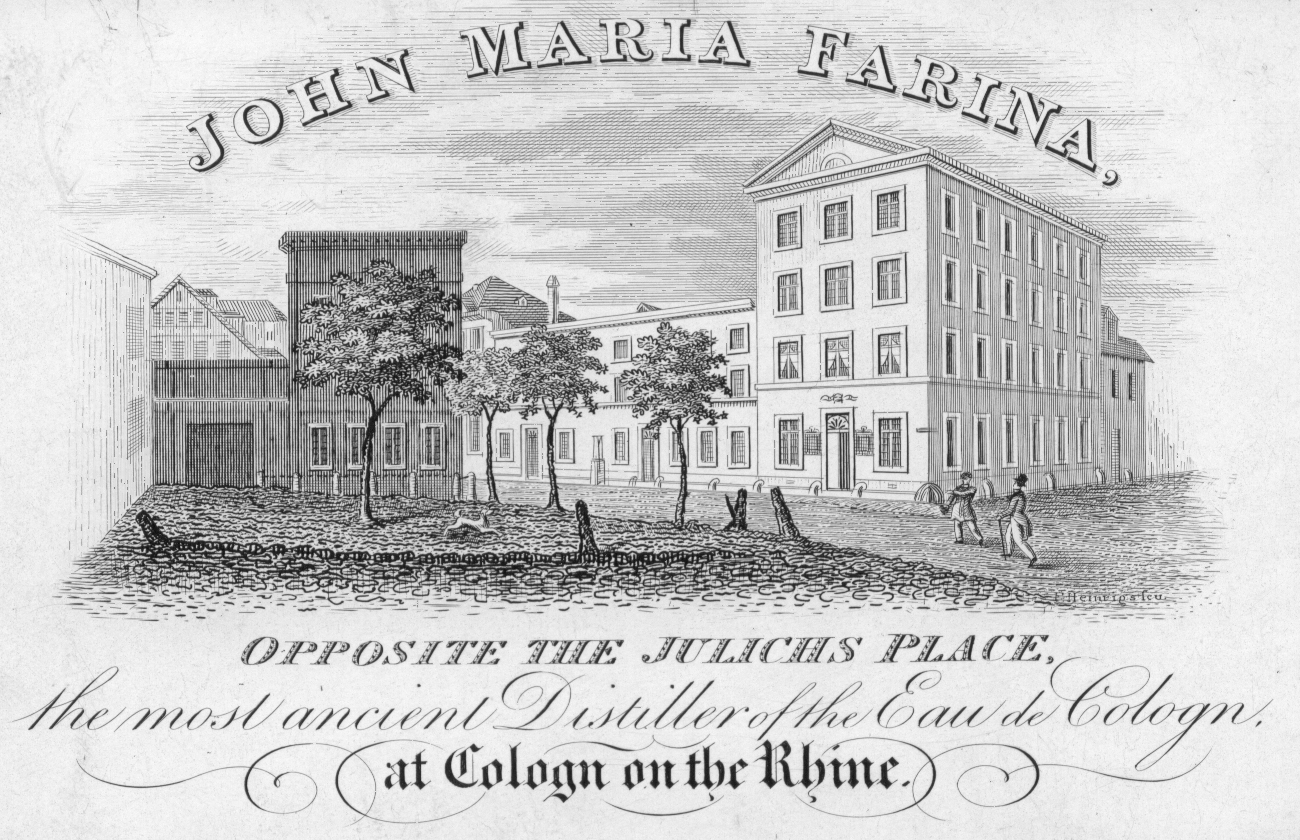
Carte de visite en anglais datant du début du XIXe siècle de John Maria Farina, fabricant d'eau de Cologne.

## Voir également
- Carte de baseball - Les premières cartes de baseball étaient des cartes à échanger
- Carte de visite
- Carte postale
- Cartes à collectionner - Successeurs de cartes commerciales